# Štíhlopasí
Štíhlopasí (Apocrita) jsou jeden ze dvou podřádů blanokřídlých. Oproti druhému podřádu, širopasým mají zadeček spojen s hrudí úzkou stopkou a méně žilnatiny na křídlech. Štíhlopasí zahrnují většinu druhů řádu blanokřídlých.
Samice má kladélko (Terebrantes), které buď volně ční, nebo je zatažitelné, nebo se přeměňuje v žihadlo (Aculeata) sloužící k obraně a k omráčení kořisti. Larvy jsou beznohé.
U četných skupin je vyhraněna v různém stupni dokonalosti péče o potomstvo. Některé druhy vytvářejí státy. Další druhy jsou například parazity jiného hmyzu. V Evropě žijí druhy řazené do 18 nadčeledí; systém je zatím nejednotný.